# 111 – Alarm dla Warszawy
111: Alarm dla Warszawy – planszowa gra historyczna oparta na realiach wojny obronnej Polski w 1939 r. opracowana w Instytucie Pamięci Narodowej.

## Historia
Gra została opracowana w Instytucie Pamięci Narodowej w 2013 r. przez Karola Madaja i dr Tomasza Gintera jako rozwinięcie wcześniej wydanej gry 303. Autorzy starali się oddać realia września 1939 r. poprzez uwzględnienie różnic technicznych maszyn wykorzystywanych przez lotnictwo Wojska Polskiego i Luftwaffe. To sprawia, że rozgrywka, z pozycji obrońcy, jest trudniejsza niż we wcześniej przygotowanych przez IPN grach o tematyce lotniczej. 
Gra jest dostępna w wersji online na stronach IPN. W ramach Polonijnego Turnieju Gier Planszowych IPN im. Misia Wojtka prowadzone są również rozgrywki z wykorzystaniem gry 111 – Alarm dla Warszawy.

## Rozgrywka
Gra jest przeznaczona dla dwóch osób. Zadaniem obrońcy jest niedopuszczenie niemieckich bombowców nad Warszawę. Ma do dyspozycji jednostki lotnicze operujące z lotnisk polowych oraz artylerię przeciwlotniczą. Dodatkowo na korzyść obrońcy mogą mieć wpływ warunki atmosferyczne. Obrońca może zwyciężyć poprzez zestrzelenie niemieckich bombowców, albo w czasie 8 rund nie dopuścić do zbombardowania stolicy. W takcie rundy pierwsze ruchy wykonuje strona niemiecka (najpierw myśliwce, później bombowce), w drugiej kolejności akcję podejmuje strona polska. Uszkodzone samoloty Polacy mogą naprawiać na zamaskowanych lotniskach polowych, obie strony mogą korzystać z ochrony chmur ukrywających maszyny przed przeciwnikiem. W trakcie pełnej rozgrywki gracze wykonują dwie gry, zawsze inną stroną. 

## Zawartość pudełka z grą
Opakowanie zawiera:
- planszę do gry wzorowaną na polskiej mapie sztabowej,
- 9 dwustronnych żetonów z samolotami,
- 1 żeton polskiej artylerii przeciwlotniczej,
- 3 żetony maskujące,
- 3 kości strzału,
- 1 wskaźnik zużycia paliwa,
- 10 znaczników strzału,
- broszurę z instrukcją i opracowaniem historycznym.